# Eyalat d'Özi
L'eyalat d'Özi o de Silistra fou una divisió administrativa otomana, que prenia el nom de la ciutat i riu Özi (Dnièper), si bé la capital fou Ak Kirman (Silistra). Era una zona costanera delimitada pel curs inferior del Dnieper i el baix Danubi, amb el port de Silistra (Ak Kirman en turc) al sud-oest. Estava governada per un beglerbegi. Per la ciutat-fortalesa d'Özi vegeu Otxàkiv.
L'eyalat de Silistra es va formar el 1593 com a beylerbeylik d'Özi des del territori de l'antic Principat de Karvuna, després Dobrudja, Silistra va ser originalment el Sandjak de Silistra de l'Eyalat de Rumèlia.
Al voltant de 1599, es va ampliar i va arribar al nivell d'un eyalat, probablement com a benefici del seu primer governador general (Beylerbeyi), el kan de Crimea. Se centrava en les regions de Dobrudja, Budjak (Bessaràbia otomana), i Jedisan i va incloure les ciutats de Varna, Kustendja (Constanța), Akkerman, i Khadjibey (Odessa) amb la seva capital en les fortaleses de Silistra (en l'actualitat a Bulgària) o Özi (actual Otxakov a Ucraïna).
Un seguit de guerres russoturques de finals del segle xvii - principis del segle xviii, van reduir significativament l'àrea de l'eyalat. En 1812, Rússia es va annexionar Jedisan i Budjak
L'Eyalat d'Edirne es va constituir amb el sud de l'Eyalat de Silistra el 1830. Amb les reformes administratives otomanes de 1864, l'Eyalat de Silistra es va reconstituir com a Vilayat del Danubi.

## Divisió administrativa
1. Sandjak d'Özi (Paşa Sancağı , Očakov)
2. Sandjak de Silistre (Silistra)
3. Sandjak de Vidin (Vidin)
4. Sandjak de Niğbolu (Nicòpolis)
5. Sandjak de Kırk Kilise (Kırklareli)
6. Sandjak de Çirmen (Ormenio)
7. Sandjak de Vize (Vize)
8. Sanjak de Tağan Gecidi (fins a 1699)